# اسپرسو تی‌وی
اسپرسو تی‌وی (اوکراینی: Еспресо TV) شرکت رسانه‌ای اوکراینی است، که در سال ۲۰۱۳ تأسیس شد.